# Горбач, Григорий Фёдорович
Григо́рий Фёдорович Горба́ч (21 сентября 1898, село Ряшки, Прилукский уезд, Полтавская губерния — 7 марта 1939, Москва) — руководящий сотрудник ВЧК-ОГПУ-НКВД. Майор госбезопасности (25 декабря 1935 года), старший майор госбезопасности (22 августа 1937 года). Начальник ряда региональных управлений НКВД СССР (Новосибирск, Омск, Хабаровск). Входил в состав особых троек УНКВД СССР. Расстрелян в 1939 году. Признан судом фальсификатором и нарушителем законности.

## Биография
Родился в Полтавской губернии в селе Ряшки в украинской семье бедного крестьянина. Окончил сельскую школу.
Состоял в РСДРП(б) с 1916 года.
С января 1918 года в Красной Армии и ВЧК. С июня 1918 года на подпольной работе, начальник штаба Прилукского партизанского отряда. В августе того же года арестовывался немецкими властями, но в декабре был отпущен (по другой версии — бежал).
В январе-марте 1919 года — начальник штаба Прилукского гарнизона, член коллегии Прилукской уездной ЧК (март-сентябрь). В октябре 1919 — феврале 1920 года — военком полка Отдельной Красной Уральской стрелковой дивизии. Затем — помощник начальника активной части Особого отдела ВЧК 5-й армии, заместитель начальника Особого отдела ВЧК 9-й армии, начальник Особого отдела ВЧК—ГПУ 2-й кавалерийской дивизии. В 1922 году исключался из РКП(б) за превышение полномочий, в 1924 году восстановлен.
В 1920-х — начале 1930-х — один их руководителей ОГПУ на Северном Кавказе, работает в Терском, Кубанском окружном отделе ГПУ. В период 27.05.1933-19.01.1934 начальники Пятигорского оперативного сектора ГПУ.

## Большой террор
В 1934—1936 годах — помощник начальника УНКВД по Северо-Кавказскому краю.

### Заместитель начальника НКВД Новосибирска
В апреле-июле 1937 года — заместитель начальника УНКВД по Западно-Сибирскому краю, С. Н. Миронова. В этот период известно, что Горбач наставлял своих подчинённых уничтожить как можно больше «врагов», свыше количества, предусмотренного списками, спускаемыми центральным руководством НКВД СССР.
В должности начальника сфабриковал всевозможные дела против фиктивных (с его личных слов — на основании приказов НКВД СССР), никогда не существовавших организаций, таких как:
- «Сибирский комитет ПОВ»
- «Новосибирская троцкистская организация в РККА»
- «Новосибирский троцкистский террористический центр»
- «Новосибирская фашистская национал-социалистическая партия Германии»
- «Новосибирская латышская национал-социалистическая фашистская организация»
- и ещё других 33 «антисоветских» организации и группы.

### Омская область
В 1937—1938 годах — начальник УНКВД по Омской области, начальник УНКВД по Западно-Сибирскому краю, начальник УНКВД по Новосибирской области. Курировал Польскую и Немецкую операции НКВД в Сибири. Также Горбачом и его коллегами практиковались изощрённые пытки и убийства жертв местного отдела НКВД, такие как «умертвление и воскрешение» — жертву тщательно доводили до потери сознания, а затем приводили в чувства. Процедура повторялась до получения нужных показаний.

### Карьерный рост
13 июня 1938 года после бегства в Японию Г. С. Люшкова был назначен на его пост (начальника УНКВД Дальневосточного края и начальника особого отдела ГУГБ НКВД ОКДВА). После приезда в Хабаровск провёл ряд арестов среди руководящих сотрудников УНКВД по ДВк (Г. М. Осинина-Винницкого, М. И. Диментмана, М. И. Говлича, А. П. Малахова, М. П. Рысенко, А. М. Малкевича, И. Н. Евтушенко и др.).
С 20 октября по 28 ноября 1938 года — начальник УНКВД по Хабаровскому краю. Этот период отмечен вхождением в состав особой тройки, созданной по приказу НКВД СССР от 30.07.1937 № 00447 и активным участием в сталинских репрессиях.

## Арест, суд, казнь
28 ноября 1938 года арестован по обвинению в «участии в антисоветском к.-р. заговоре в органах НКВД и подготовке государственного переворота». Внесён в список Л. Берии — А. Вышинского от 15 февраля 1939 года по 1-й категории. 7 марта 1939 года расстрелян в Москве по приговору Военной коллегией Верховного Суда СССР вместе с М. Д. Берманом, Д. М. Дмитриевым, Л. В. Коганом, К. К. Мукке, И. Д. Бергом и другими. Место захоронения — «могила невостребованных прахов» № 1 крематория Донского кладбища. Военной коллегией Верховного Суда РФ ст. 58 УК РСФСР применительно к Горбачу Г. Ф. посмертно переквалифицирована на ст. 193-17 («превышение служебных полномочий, злоупотребление властью при особо отягчающих обстоятельствах») УК РСФСР с сохранением прежней меры наказания в 2000-х годах.

## Награды
: знак «Почетный работник ВЧК—ГПУ (V)» № 497 (1930);
знак «Почетный работник ВЧК—ГПУ (XV)» (1934);
Орден Ленина (11.7. 1937 года) «за образцовое и самоотверженное выполнение важнейших заданий правительства». (лишен посмертно Указом ПВС СССР от 24.1.1941 г.).
медаль «XX лет РККА» (22.2.1938).